# Викторија Токарева
Викторија Самојловна Токарева (рус. Виктория Самойлова Токарева; Лењинград, 20. новембра 1937) руска је књижевница.

## Биографија
Рано је остала без оца и њу и њену сестру је подигла мајка, чији се лик појављује у многим њеним делима. Желела је да студира медицину али јој се та жеља није остварила јер су јој одбијени документи за упис. Уместо тога уписала је прво музичку школу на одељењу клавира, а ѕатим је наставила студирање на Конзерваторијуму Римски-Корсаков.
Након удаје, Токарева је отишла у Москву где је предавала у музичкој школи. Рад у настави је није привукао и напушта школу и запослила се у филмском студију Мосфилм. Познанство са Сергејем Михалковим јој је омогућило да уђе у ВГИК. Ово је унапред одредило њену каснију судбину. Године 1964. ушла је у одељење за писање сценарија ВГИК-а и објавила своју прву причу која се звала Дан без лажи ("День без вранья"). Након пет година, 1968. године, добила је и диплому сценаристе.
Године 1969. објављује књигу О ономе што није било (О том, чего не было), која је обухватала ране приче и приповетке, а 1971. године постала је члан Савеза писаца СССР-а. Током 1970-их и 1980-их, Викторија Токарева је ретко објављивала: сваких 5 година излазила је још једна збирка њених радова (од 1969. до 1991. објављене су само 4 књиге). Након тога објавила је још десетак збирки прича. Најпознатије су Летећа љуљашка, Ништа посебно, Рећи – не рећи, Сопствена истина, Казино и друге.
Године 2009. објавила је аутобиографску књигу под називом Дрво на крову. Након тога објављује збирку кратких прича под насловом Кратки бипови .
По сценаријима Викторије Токарева снимљено је двадесетак филмова. Најпознатији од њих су: Џентлмени среће, Пас је ходао уз који је ходао уз клавир, Мимино, Лекција књижевности, Потпуно изгубљен и др.
Викторија Токарева тренутно живи и ради у Москви.

## Филмографија (сценариста)
Избор филмова који су настали по сценаријима Викторије Токареве:
- Лекција књижевности (Урок литературы),  1968.
- Џентлмени среће (Джентльмены удачи), 1971.
- Потпуно изгубљен (Совсем пропащий), 1973.
- Мимино (Мимино), 1977.
- Пас је ходао по клавиру (Шла собака по роялю), 1978.
- Сто грамм для храбрости, 1976.
- Перед экзаменом, 1977.
- Шляпа, 1981.
- Талисман, 1983.
- Стечение обстоятельств, 1987.
- Ты есть…, 1993.
- Вместо меня, 2000.
- Простая история, 2006.

## Награде и признања
- Добитница је награде Москва-Пене 1997. године.[3]
- Одликована је Орденом знака части 1987. године.[3]
- Викторија Токарева је лауреат ИВ фестивала руског филма "Књижевност и биоскоп" (1998).[2]
- На Филмском фестивалу у Кану 2000. године добила је награду "За допринос књижевности и кинематографији".[2]

## Занимљивост
Викторија Токарева све своје радове ствара на старински начин - ручно, користећи наливперо и папир. Сматра да је компјутер без душе и никада не може постати канал за таленте.